# آشپزی تیمور شرقی

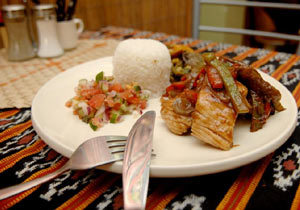
یک غذای تیمور شرقی

آشپزی تیمور شرقی (انگلیسی: Cuisine of East Timor) از غذاهای محبوب منطقه ای همچون گوشت خوک، ماهی، ریحان، تمر هندی، حبوبات، ذرت، برنج، سبزیجات ریشه‌ای، و میوه استوایی تشکیل شده‌است. آشپزی تیمور شرقی، از آشپزی مالایی و آشپزی پرتغالی از دوران استعمار پرتغال مقداری تأثیر پذیرفته‌است. چاشنی‌های غذا و ترکیبات دیگر دخیل در غذاها که حاصل دوران سایق مستعمرات پرتغال است، می‌تواند ناشی از حضور سربازان پرتغالی از مستعمرات دیگر در تیمور شرقی باشد.  